# Doliocarpus major
Doliocarpus major J.F.Gmel. – gatunek rośliny z rodziny ukęślowatych (Dilleniaceae Salisb.). Występuje naturalnie w Gwatemali, Kostaryce, Panamie, Kolumbii, Ekwadorze, Peru, Boliwii oraz Brazylii (w stanach Acre, Amazonas, Amapá, Pará, Rondônia, Maranhão, Piauí, Mato Grosso oraz Espírito Santo). 

## Morfologia
PokrójZimozielony krzew o pnących pędach.
LiścieIch blaszka liściowa jest skórzasta i ma eliptyczny kształt. Mierzy 5–13 cm długości oraz 2–6 cm szerokości, jest niemal całobrzega, ma prawie uciętą nasadę lub zbiegającą po ogonku i spiczasty wierzchołek. Ogonek liściowy jest owłosiony i osiąga 4–11 mm długości.
KwiatyZebrane po 2–6 w pęczki, rozwijają się w kątach pędów. Działki kielicha mają niemal okrągły kształt i mierzą do 7 mm długości. Płatki są 3 lub 4, mają odwrotnie jajowaty kształt i dorastają do 9 mm długości.

## Zmienność
W obrębie tego gatunku oprócz podgatunku nominatywnego wyróżniono jeden podgatunek:
- D. major subsp. littoralis Kubitzki